# Quadrato multimagico
In matematica, un quadrato P-multimagico (anche conosciuto come quadrato satanico) è un quadrato magico che rimane magico anche quando tutte le sue entrate vengono elevate ad una potenza k, dove 1 ≤ k ≤ P. Così, un quadrato magico è bimagico se è 2-multimagico, e trimagico se è 3-multimagico.
Il primo quadrato tetramagico (4-magico), di ordine 512, venne costruito nel Maggio 2001 da André Viricel e Christian Boyer; circa un mese dopo (Giugno 2001), Viricel e Boyer presentarono il primo quadrato 5-magico , di ordine 1024. Presentarono anche un altro quadrato tetramagico, di ordine 256, nel Gennaio 2003, mentre il matematico cinese Li Wen, nel Giugno 2003, costruiì un altro quadrato 5-magico, di ordine 729.
Il più piccolo quadrato satanico normale conosciuto, mostrato sotto, è di ordine 8
| {\displaystyle {\begin{bmatrix}5&31&35&60&57&34&8&30\\19&9&53&46&47&56&18&12\\16&22&42&39&52&61&27&1\\63&37&25&24&3&14&44&50\\26&4&64&49&38&43&13&23\\41&51&15&2&21&28&62&40\\54&48&20&11&10&17&55&45\\36&58&6&29&32&7&33&59\\\end{bmatrix}}} |

ed ha costante magica pari a 260. Elevando al quadrato tutti i suoi numeri, si ottiene il seguente quadrato magico, di costante magica pari a 11180
| {\displaystyle {\begin{bmatrix}25&961&1225&3600&3249&1156&64&900\\361&81&2809&2116&2209&3136&324&144\\256&484&1764&1521&2704&3721&729&1\\3969&1369&625&576&9&196&1936&2500\\676&16&4096&2401&1444&1849&169&529\\1681&2601&225&4&441&784&3844&1600\\2916&2304&400&121&100&289&3025&2025\\1296&3364&36&841&1024&49&1089&3481\\\end{bmatrix}}} |